# Palazzo Carli (Verona)
Palazzo Carli è un edificio civile che si trova nel cuore del centro storico di Verona, in via Roma, strada che collega l'area della Bra a Castelvecchio. La storia del palazzo è inscindibilmente legata ai vari comandi militari che vi hanno avuto sede e che nel corso degli anni si sono succeduti.

## Storia

### Dalle origini all'Unità d'Italia
L'edificazione del palazzo fu commissionata dal marchese Giuseppe Della Torre e dalla moglie Elena Carli intorno alla metà del XVIII secolo. Nel 1780 ne divenne proprietario il fratello di Elena Carli, lo storico e letterato Alessandro Carli, che fece realizzare a Gaetano Cignaroli la statua di Pallade Atena ancora collocata nell'atrio del palazzo. Già nel 1812, tuttavia, l'edificio venne venduto dalla famiglia Carli ai fratelli Basilea.
Nel 1839, sotto la dominazione dell'Impero austriaco, venne acquisito dall'Imperiale Regio Demanio che lo destinò a divenire centro del potere dell'Impero nel Lombardo-Veneto, trovandovi dimora anche il feldmaresciallo Josef Radetzky. A seguito della terza guerra d'indipendenza, il 16 ottobre 1866, nella Sala degli Stucchi, venne firmato l'atto che avrebbe portato alla cessione di Verona e del Veneto al Regno d'Italia. Nel 1930, su progetto dell'architetto Ettore Fagiuoli, vennero restaurati il salone principale e il cortile.

### Il comando NATO durante la guerra fredda
Nel secondo dopoguerra, a partire dal 10 luglio 1951, divenne la sede di un comando che aveva una duplice funzione che era tanto nazionale quanto NATO, secondo la cosiddetta prassi del "doppio cappello" che attribuiva al medesimo ufficiale un doppio ruolo. Si trattava del Comando delle forze terrestri alleate per il Sud Europa (FTASE), che in inglese era definito LANDSOUTH.
A livello nazionale, il comando rappresentava il più importante organo operativo dell'Esercito Italiano e, in caso di una invasione da oriente, avrebbe avuto il compito primario di difendere la cosiddetta soglia di Gorizia, l'arco alpino orientale, la pianura veneto-friulana e tutta la pianura Padana, operando dal sito protetto in caverna West Star (Stella d'Occidente), oppure dal sito secondario Back Yard (Cortile posteriore).
Tale comando era guidato da un generale dell'Esercito Italiano che rivestiva il grado di generale di corpo d'armata (tre stelle), ma che era dotato di una quarta stella "funzionale" a indicare l'importanza del suo incarico, mentre per il suo ruolo in ambito NATO era posto agli ordini del comando delle Forze Alleate per il Sud Europa (AFSOUTH in inglese) di Napoli, che era retto da un ammiraglio della US Navy. Questi, a sua volta, avrebbe operato da un differente sito protetto in caverna denominato Proto (Primo, in latino) e situato all'interno del Monte Massico, nei pressi del comune di Sessa Aurunca in Campania.
Palazzo Carli rivestì pertanto un ruolo cruciale durante tutto il corso della guerra fredda, fungendo da centro nevralgico dell'impegno congiunto degli italiani e degli alleato NATO nella difesa del territorio italiano, come è attestato dal fatto che il comando ivi stanziato era connesso a tre dei bunker più segreti e più importanti presenti in Italia. Ma, proprio per tale motivo, finì per essere anche teatro di numerosi intrighi. Tra questi, il caso più noto fu il rapimento del generale americano James Lee Dozier, sottocapo di stato maggiore logistico presso il quartier generale di stanza nel palazzo. Rapito dalle brigate rosse il 17 dicembre 1981, Dozier fu liberato grazie a un'incursione del NOCS il 28 gennaio 1982.
Lo scioglimento del Patto di Varsavia e dell'Unione Sovietica nel 1991 avevano fatto venire meno le ragioni per un quartier generale destinato alla difesa del nord Italia, di conseguenza il comando collocato nel palazzo fu riorganizzato dall'Esercito Italiano, che il 1º ottobre 1997 gli cambiò denominazione, rinominandolo Comando delle forze operative terrestri (COMFOTER).

### La soppressione del comando NATO ed eventi successivi
Nel 2004 anche le forze della NATO vennero riorganizzate e in tale circostanza LANDSOUTH venne soppresso. Parallelamente, a Madrid venne istituito un nuovo comando NATO competente su tutte le forze terrestri in Europa, che non aveva più alcun legame con il comando italiano rimasto a palazzo Carli. Quest'ultimo, dopo 53 anni di attività nell'ambito NATO, cessò quindi le sue funzioni.
A seguito di ulteriori riorganizzazioni, nel 2014 il comando italiano collocato nel palazzo fu sostituito dal Comando dei supporti delle forze operative terrestri che in precedenza era stanziato alla Cecchignola (Roma). Tuttavia, questo nuovo comando fu a sua volta soppresso il 30 settembre 2016, lasciando il posto al Comando delle Forze Operative Terrestri di Supporto (COMFOTER SPT), un alto comando retto da un generale di corpo d'armata e direttamente dipendente dal Capo di stato maggiore dell'Esercito Italiano.

## Descrizione
Il fabbricato che affaccia su via Roma è un corpo secondario del complesso, mentre il corpo principale si eleva più all'interno dell'isolato e si affaccia su un cortile con fontana. La facciata del corpo principale si suddivide in altezza in tre ordini, con quello terreno bugnato caratterizzato da archi e pilastri ionici, e quello del piano nobile dalla loggia del salone principale, sormontata da un timpano.
Alcuni ambienti interni presentano affreschi di Giambettino Cignaroli, Domenico Pecchio e Marco Marcola, tra i principali artisti del Settecento veronese.

## Film su Palazzo Carli
- Palazzo Carli; l'illustre sconosciuto, regia di Mauro Vittorio Quattrina (2017).